# Li Tingting
Pour les articles homonymes, voir Tingting.
Dans ce nom chinois, le nom de famille, Li, précède le nom personnel.
Li Tingting (chinois simplifié : 李婷婷) née en 1989 à Pékin, est une militante chinoise pour l'égalité des sexes et les droits des minorités sexuelles. Elle acquiert une notoriété internationale après avoir été arrêtée et détenue 37 jours en 2015 par la police chinoise la veille de la Journée internationale du droit des femmes avec cinq autres militants, pour avoir protesté contre le harcèlement sexuel dans les transports publics,.

## Biographie
Les parents de Li Tingting se sont mariés à cause des pressions sociales imposées par la société chinoise, sa mère étant tombée enceinte de son père sans que ces derniers ne soient mariés. Sa famille vit dans les zones rurales de la périphérie de Pékin, où son père travaille dans le secteur de la livraison d'engrais. Après que son père a été renvoyé de son travail, la mère de Li Tingting a pris un emploi dans une usine de Pékin, mais continue de s'occuper des tâches domestiques. Selon Li, son père était le chef incontesté de sa famille et toute contestation se traduisait en violences physiques sur elle et sa mère.

## Activisme
Au cours de sa deuxième année d'université, Li subordonne un groupe communautaire pour Lesbiennes, en offrant un soutien et en proposant des conseils aux étudiants de l'université.
Li participe à plusieurs manifestations en Chine. En 2012, elle remonte avec deux autres militantes une rue commerçante de Pékin, vêtue d'une robe de mariée mouchetée de taches de sang, pour attirer l'attention sur la violence domestique en Chine. Bien que la foule a été en grande partie réceptive au message porté par cette action, des spectateurs de cette dernière auraient rapporté avoir été gênés par ces questions qu'ils considèrent comme relevant de la vie privée portée dans l'espace public. Au cours de l'événement, le Bureau de l'administration des affaires urbaines a fait suivre les trois femmes, puis les a  réprimander pour le motif que ces dernières n'avaient pas signalées à l'avance leur manifestation. Li a également participé à l'action « occupons les espaces des hommes » (chinois simplifié : 占领男厕所), une manifestation menée avec la militante féministe chinoise Zheng Churan. L'événement avait pour but de protester contre les énormes files d'attente devant les toilettes pour femmes en encourageant les manifestantes à utiliser les toilettes des hommes, tout en permettant au peu d'hommes qui voulait utiliser ces dernières d'y accéder. Ce mouvement de protestation a attiré l'attention des médias nationaux et internationaux, ainsi que des espaces de discussions en ligne, en particulier du fait de sa manière d'encourager les hommes à être solidaire avec une cause liée d'égalité des sexes.
Dans une vidéo sortie en 2016, Li déclare que son engagement militant actuel se concentre sur la prévention contre les mariages forcés.

## Incarcération
Le 6 mars 2015, des agents de police se sont présentés à son appartement, où elle vivait avec sa partenaire. Elle a d'abord refusé d'ouvrir la porte, et a entendu les agents discuter entre eux à propos du fait que les services de police enregistraient tous ses appels téléphoniques. Elle a fini par ouvrir la porte, après que ces derniers ont appelé un serrurier pour crocheter la serrure. Li a rapporté que la police a présenté un mandat d'arrêt entièrement non rempli, et a fouillé son appartement, confisquant le matériel informatique des deux femmes. La police les a ensuite séparée, Li ayant d'abord été emmenée au poste de police local, où la police a fouillé ses appels téléphoniques. Lorsqu'ils lui ont demandé de déverrouiller son téléphone, elle en a profité pour supprimer son historique WeChat.
Le soir du 7 mars, Li est conduite dans un parking en sous-sol, puis emmenée dans un van. Sa partenaire avait été libérée, mais les militantes des droits de l'Homme Wei Tingting et Wang Man étaient elles aussi du trajet.
Li et ces dernières ont ensuite été soumis à des interrogatoires portant sur leur activité de militantisme contre le harcèlement sexuel. Les questions se sont ensuite portées sur la participation de puissances extérieures à ces activités, ce qui semble au centre des préoccupations des autorités, d'après Li. Elle a également été interrogée sur ses autres manifestations publiques. Les autorités ont même imprimé des images d'une manifestante topless, censurant les seins avec des croix noires. Les bureaux de l'ONG où elle a travaillé a également été perquisitionné, puisque c'est dans cette dernière structure qu'elle s'est le plus impliqué pour l'égalité des sexes et les causes LGBT. Li n'y occupait pas un poste de direction, bien que les autorités voulaient des informations sur cette structure. Depuis sa libération, Li a déclaré que les autorités ont fait irruption dans sa chambre en criant : « Li Tingting, vous n'avez pas été honnête avec nous, vous êtes de nouveau arrêtée ! », puis ont tenté de les intimider avec des nouvelles preuves non-spécifiées.
Le 13 avril 2015, Li est libérée après 37 jours d'incarcération, avec les cinq autres militantes. Selon son avocat, la libération a été conditionnelle, permettant aux autorités d'intenter plus facilement des poursuites plus tard.

## Suite
Li a été placée sur la liste noire des médias chinois, ce qui signifie qu'aucun média national ne peut faire un reportage sur elle, ni l'interviewer. L'ONG où elle travaillait a en outre été forcée à la fermeture, en guise d'exemple pour le pouvoir chinois.